# Pyrausta pygmealis
Pyrausta pygmealis is een vlinder van de familie van de grasmotten (Crambidae). De wetenschappelijke naam van deze soort is voor het eerst voorgesteld door Richard South in een gezamenlijke publicatie met John Henry Leech uit 1901. De spanwijdte van deze vlinder bedraagt 16 millimeter.
De soort komt voor in China (Hubei).